# Hwang Eun-ju
Hwang Eun-ju (22 de julio de 1987) es un luchadora surcoreana de lucha libre. Consiguió la 18.ª posición en Campeonato Mundial de 2015. Ganó una medalla de bronce en los Juegos Asiáticos de 2014. Logró la 5ª posición en Campeonato Asiático de 2018 y 2015.  